# Alexander Tille

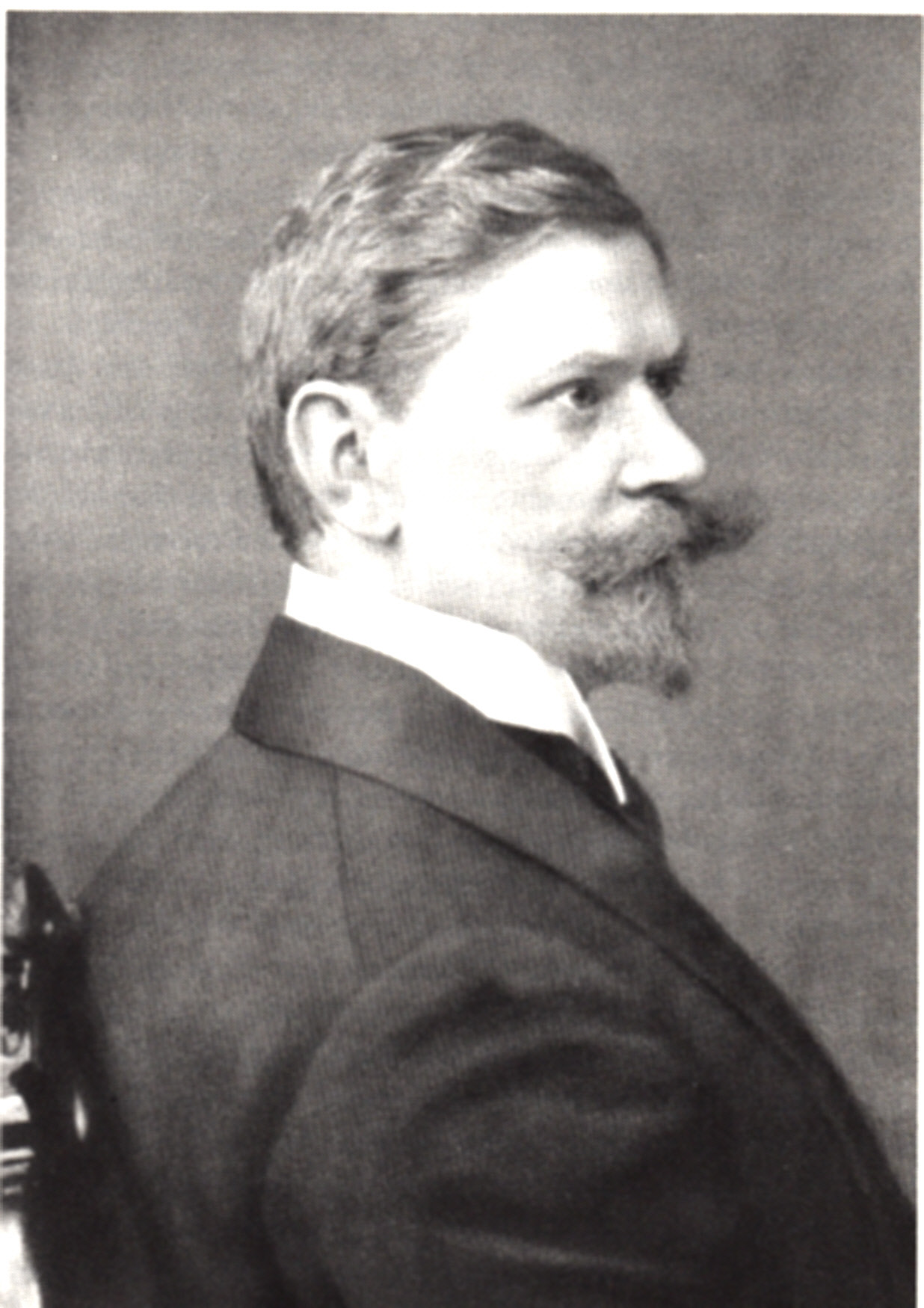
Foto von Alexander Tille

(Franz) Alexander Tille (* 30. März 1866 in Lauenstein; † 16. Dezember 1912 in Saarbrücken) war ein deutscher Germanist, Philosoph, Eugeniker und Funktionär von Wirtschaftsverbänden. Sein Pseudonym war Alexander Lauenstein.

## Leben
Tille stammte aus einer protestantischen Pfarrersfamilie. Sein jüngerer Bruder war der Archivar, Bibliothekar und Historiker Armin Tille. Nach dem Besuch der Fürstenschule in Grimma studierte Alexander Tille von 1886 bis 1890 deutsche und englische Philologie sowie Philosophie an der Universität Leipzig. 1890 wurde er mit einer Dissertation über „Die deutschen Volkslieder vom Doktor Faust“ promoviert. Ab 1890 war er an der Universität Glasgow Dozent für Germanistik. Auf Grund ideologischer Auseinandersetzungen mit britischen Studenten im Zusammenhang mit dem Burenkrieg gab er 1900 seine Dozentenstelle auf. In der Folgezeit vertrat er in Berlin die Interessen der Großindustrie als stellvertretender Geschäftsführer im Centralverband Deutscher Industrieller. Ab 1901 begann er, die politischen Reden des saarländischen Großindustriellen und Politikers Carl Ferdinand Freiherr von Stumm-Halberg herauszugeben. Von 1903 bis zu seinem Tod war er Syndikus der Handelskammer Saarbrücken und Geschäftsführer mehrerer Industrieverbände.

## Werk
Während seiner Glasgower Zeit veröffentlichte er in deutscher Sprache Bücher zum Sozialdarwinismus sowie Zeitungsartikel zum gleichen Thema und zur zeitgenössischen britischen Wirtschaft und Gesellschaft. 1896 veröffentlichte er die erste englische Übersetzung von „Also sprach Zarathustra“, in den folgenden Jahren schrieb er Einleitungen zu weiteren englischen Übersetzungen von Werken Nietzsches, in denen er diesen insbesondere als Sozialdarwinisten darstellte. In seinen philosophischen Hauptwerken, dem 1893 zunächst anonym („von einem Sozialaristokraten“) veröffentlichten Buch „Volksdienst“ sowie der zwei Jahre später erschienenen Abhandlung über „Darwin und Nietzsche (Ein Buch Entwicklungsethik)“  verwirft Tille weitestgehend die im Laufe der kulturellen Entwicklung der Menschheit etablierten humanen ethischen Prinzipien unter Verweis auf ihre „Unnatürlichkeit“ bzw. ihre angeblich fortschrittslimitierende oder fortschrittsverhindernde Wirkung. Er plädiert dagegen für eine auf den Kampf ums Dasein basierende darwinistische Ethik. Ebenfalls kritisierte er Philosophen wie Ernst Haeckel oder Herbert Spencer, die auf entwicklungsbiologischer Grundlage die Vereinbarkeit von Fortschritt und Humanität postulierten. Tille hingegen negierte diese Vereinbarkeit und hielt den Fortschritt für unbedingt vorzuziehen.

## Faust
Alexander Tille hat nicht nur seine Dissertation über den Faust-Stoff verfasst, sondern auch zahlreiche andere wissenschaftliche Arbeiten zu diesem Thema vorgelegt. Außerdem stellte er eine Büchersammlung von etwa 700 Werken zusammen, die heute als Teil der Faust-Sammlung der Herzogin-Anna-Amalia-Bibliothek in Weimar aufbewahrt wird. Sie gelangte 1913 zunächst in das Goethe- und Schiller-Archiv, dann zusammen mit der Faust-Sammlung von Gerhard Stumme in die Zentralbibliothek der deutschen Klassik.

## Werke (Auswahl)
- Die Bode'sche Faustbücherei. In: Allgemeine Zeitung München, Beilage. 1892, 197 (24.08.), S. 4–7.
- Die deutschen Volkslieder vom Doktor Faust. Halle a.S.: Niemeyer, 1890. Leipzig, Univ., Phil. Fak., Inaug.-Diss., 1890.
- Zur Faustsage. In: Vierteljahrschrift für Litteraturgeschichte 5.1892,1,  S. 137–140.
- Die Faustsplitter in der Literatur des sechzehnten bis achtzehnten Jahrhunderts. Berlin: Felber/Erfurt: Ohlenroth, 1900.
- Goethes Faust in der französischen Kunst. Mit einem Einschaltbild und 13 Textillustrationen. In: Velhagen & Klasings Monatshefte 14 (1899/1900), 1, S. 581–594.
- Neue Faustsplitter aus dem XVI., XVII. und XVIII. Jahrhundert. In: Zeitschrift für vergleichende Literaturgeschichte 9 (1895), S. 49–80.
- Neue Faustsplitter aus dem XVI., XVII. und XVIII. Jahrhundert. In: Zeitschrift für vergleichende Literaturgeschichte 9 (1896), 1/2, S. 61–72.
- Die Geschichte der deutschen Weihnacht. Leipzig 1893.